# الفلحة (ناطع)

تعديل مصدري - تعديل

الفلحة هي إحدى قرى عزلة ال سودان بمديرية ناطع التابعة لمحافظة البيضاء، بلغ تعداد سكانها 50 نسمة حسب تعداد اليمن لعام 2004.